# Альтернанс
Альтерна́нс (от фр. alternance — чередование) — правило чередования рифмованных стихов с мужскими и женскими окончаниями (клаузулами). Особо значимо для сложных строфических форм.
Правило альтернанса возникло во французской поэзии XVI века и в XVIII веке перешло в русскую. Согласно этому правилу мужские или женские стихи, стоящие рядом, должны быть связаны рифмой; стык нерифмующихся стихов с однотипными окончаниями недопустим, считаясь неприятным для слуха. Или, иными словами, два смежных стиха с однотипными окончаниями должны рифмоваться; между двумя несмежными рифмующимися стихами должны находиться стихи на одну только рифму. Это означает, что в двустишиях необходимо чередовать пары стихов с женскими и мужскими окончаниями (АА, вв, СС); при перекрёстной рифмовке возможны схемы АвАв и аВаВ (но не АВАВ или авав); при охватной — АввА или аВВа (но не АВВА или авва). Нарушение альтернанса не допускалось как внутри, так и на стыке строф, то есть если первая и последняя строки строфы имеют окончания одного типа — мужские или женские — то следующая должна начинаться и заканчиваться стихами противоположного типа. Таким образом, при строгом соблюдении альтернанса недопустимыми оказываются как рифмованные, так и белые стихи с однородными окончаниями, а также строфы с однородными окончаниями в начале и конце и со стыком однородных окончаний внутри строфы.
Правило альтернанса соблюдалось преимущественно в эпоху классицизма. Начиная с XIX века поэты, стремясь разнообразить звучание стихов, начали допускать различные отклонения и нарушения, и к XX веку правило окончательно перестало быть обязательным.
В расширенном смысле альтернансом может называться любая вариативность приёмов звуковой стихомаркировки: чередование типов рифмовки и видов рифм, рифмующихся строк и холостых, и т. п.